# Верхняя Инта
Верхняя Инта — посёлок городского типа Республики Коми России. Железнодорожная станция. Население посёлка на 2021 год составляет 438 жителей. В посёлке расположена единственная в Республике Коми и одна из трёх самых мощных вышек навигационной системы «Чайка».

## История
До 1955 года Верхняя Инта была центром Интинского района.

## Население
| 1959  | 1970  | 1979  | 1989  | 2002  | 2009  | 2010  | 2012  |
| ----- | ----- | ----- | ----- | ----- | ----- | ----- | ----- |
| 6675  | ↘4555 | ↘4284 | ↗4496 | ↘2077 | ↗2080 | ↘1106 | ↘1093 |
| 2013  | 2014  | 2015  | 2016  | 2017  | 2018  | 2019  | 2020  |
| ↘1092 | ↘1083 | ↘1070 | ↘1060 | ↘1059 | ↗1062 | ↗1065 | ↘1055 |
| 2021  | 2024  |       |       |       |       |       |       |
| ↘438  | ↘392  |       |       |       |       |       |       |